# Самаков, Карганбек Садыкович
Самаков Карганбек Садыкович (род. 26 сентября 1963, Нарын, Нарынская область)  — кыргызский политик, депутат Жогорку Кенеша Кыргызской Республики, председатель комитета по экономической и фискальной политике, основатель политической партии «Биримдик-Единство». Председатель экспертной комиссии по включению трилогии эпоса «Манас» в ЮНЕСКО от имени КР (была включена 5 декабря 2013 года).
Государственный советник II класса, Заместитель Председателя Комитета по политическим вопросам Межпарламентской Ассамблеи СНГ.
Награждён орденом Петра Великого II степени за заслуги и личный вклад в укрепление дружбы и сотрудничества между Россией и Кыргызской Республикой.

## Биография
В 1980 г. поступил в Политехнический институт г. Фрунзе, на инженерно-строительный факультет.
В 1985 г. окончил данный ВУЗ, где получил высшее образование с присвоением квалификации «Инженер строитель», по специальности «Автодороги».
В 1995 г. поступил на юридический факультет Кыргызского Национального Университета.
В 1998 году окончил данный ВУЗ, где получил высшее юридическое образование с присвоением квалификации «Дипломированный специалист по юриспруденции».
С 2005 по 2008 гг. Дипломатическая Академия Министерства иностранных дел КР.
C 1986—1991 годы работал инженер-строителем в Нарынском
Дорожно-строительном управлении.
С 1991 по 1992 гг. работал Начальником отдела материально-технического снабжения Нарынского Эксплуатационного Управления автодорог.
С 1992 по 1994 гг. работал директором фирмы «Аман».
С 1994 по 1996 гг. работал директором фирмы «Аман ЛТД».
С 1996 по 1998 гг. работал президентом коммерческой фирмы «Эверест-ко ЛТД».
С 1998 по 2001 гг. работал директором представительства ГАК Кыргызалко по Нарынской области.
В 2000 г. избран депутатом Собрания народных представителей Жогорку Кенеша Кыргызской Республики от
Ат-Башинского избирательного округа № 21.
В 2003 г. избран Председателем комитета по международным и внешнеэкономическим вопросам и межпарламентским связям Жогорку Кенеша Кыргызской Республики.
В 2005 г. избран депутатом в ЖК КР от Нарынского округа № 33, вновь возглавил комитет по международным делам и межпарламентским связям Жогорку Кенеша Кыргызской Республики.
С 2004—2007 гг. Заместитель председателя Совета по государственной службе.
С 10 октября 2010 г. по настоящее время Депутат Жогорку Кенеша Кыргызской Республики V созыва, председатель Комитета по экономической и фискальной политике.
Председатель экспертной комиссии по включению трилогии эпоса «Манас» в ЮНЕСКО от имени КР. (Была включена 5 декабря 2013 года).
Основатель политической партии «Биримдик-Единство».

## Семья
Жена - Сыдыгалиева Гульнара, родилась в 1963 г. Пятеро детей.

## Ученая степень, классный чин, награды
- Кандидат юридических наук.
- Чрезвычайный и полномочный посол Кыргызской Республики.
- Государственный советник II класса.
- Награждён орденом Петра Великого II степени, за заслуги и большой личный вклад в укрепление дружбы и сотрудничества между Россией и Республикой Кыргызстан.
- Орден «Содружество» (3 декабря 2004, Межпарламентская ассамблея СНГ) — за активное участие в деятельности Межпарламентской Ассамблеи и её органов, вклад в укрепление дружбы между народами государств — участников Содружества.[1]
- Награждён юбилейной медалью «70 лет Жогорку Кенешу Кыргызской Республики».
- Награждён Почетной грамотой МПА СНГ за активное участие в деятельности МПА СНГ и её органов, вклад в укрепление дружбы между народами государств-Участников Содружества.
- Почетный Академик Академии проблем безопасности, обороны и правопорядка России.
- Почетный гражданин г. Нарын и Нарынской области.